# Świadectwo kwalifikacji zawodowej
Świadectwo kwalifikacji zawodowej – dokument potwierdzający uzyskanie uprawnień do wykonywania przewozu drogowego rzeczy lub osób. Świadectwo przeznaczone jest dla kierowców, którzy zamierzają wykonywać zawodowo przewóz drogowy pojazdami, do których prowadzenia potrzebne jest prawo jazdy kategorii C1, C1+E, C, C+E lub D1, D1+E, D, D+E. Jest wydawane na czas oznaczony wynoszący 5 lat. Wzór świadectwa kwalifikacji zawodowej umieszczony był w załączniku nr 3 do nieobowiązującego już rozporządzenia Ministra Infrastruktury z dnia 1 kwietnia 2010 r. w sprawie szkolenia kierowców wykonujących przewóz drogowy.

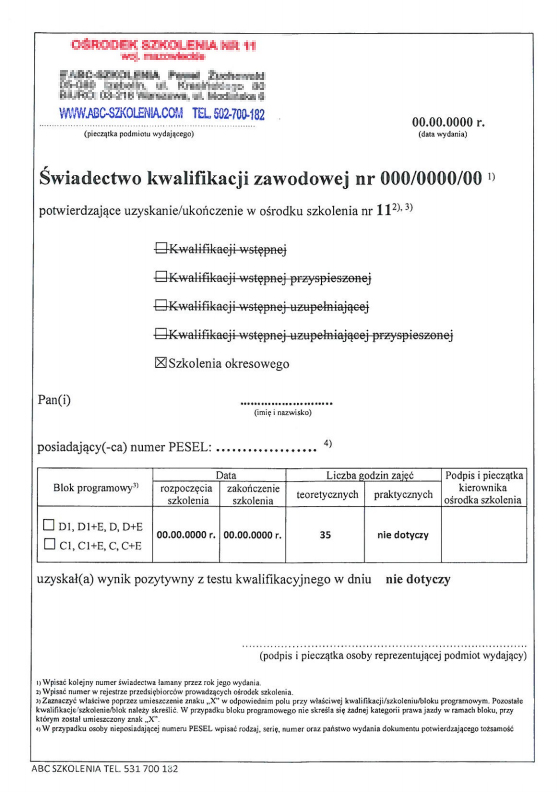
Wzór świadectwa kwalifikacji zawodowej

## Obowiązek posiadania świadectwa kwalifikacji zawodowej
Konieczność uzyskania świadectwa kwalifikacji zawodowej wynika z Dyrektywy 2003/59/WE Parlamentu Europejskiego i Rady z dnia 15 lipca 2003 r. Obowiązek kwalifikacji wstępnej oraz okresowego szkolenia ma na celu poprawę bezpieczeństwa drogowego i bezpieczeństwa kierowcy. Obowiązuje osoby, które będą realizowały odpłatny przewóz drogowy pojazdami samochodowymi powyżej 3,5 t DMC w przypadku realizowania przewozu drogowego rzeczy lub przystosowanymi do przewozu więcej niż 9 osób w przypadku realizowania przewozu drogowego osób.

## Uzyskanie świadectwa kwalifikacji zawodowej
Zgodnie z art. 6 i 7 Dyrektywy 2003/59/WE Parlamentu Europejskiego i Rady z dnia 15 lipca 2003 r., świadectwo kwalifikacji zawodowej jest przyznawane kierowcom po ukończeniu kursu kwalifikacyjnego lub też szkolenia okresowego. Formę, w jakiej prowadzone są szkolenia oraz minimalne wymagania wobec uczestników określa Ustawa o transporcie drogowym z dnia 6 września 2001 r.
Kurs kwalifikacyjny obejmuje zajęcia teoretyczne i praktyczne oraz testy kwalifikacyjne. Tematyka zajęć ukierunkowana jest na kształcenie zawodowe w zakresie racjonalnego kierowania pojazdem, z uwzględnieniem przepisów bezpieczeństwa oraz kwestie dotyczące obsługi i logistyki, budowy i eksploatacji pojazdów, przewidywania i oceny zagrożeń a także warunków socjalno-bytowych kierowców.
Kurs kwalifikacyjny jest przeznaczony dla kierowców, którzy:
- nie posiadają prawa jazdy kat. C lub kat. D
- uzyskali uprawnienia do kierowania pojazdem kat. ,,D’’ po 10 września 2008 roku lub kat. ,,C’’ po 10 września 2009 roku.

W tym przypadku świadectwo kwalifikacji zawodowej wydawane jest przez Wojewodę odpowiedniego ze względu na miejsce szkolenia po wcześniej zdanym egzaminie państwowym.
Szkolenie okresowe polega na zajęciach obejmujących naukę stacjonarną, szkolenie praktyczne oraz, w miarę dostępności, szkolenie z wykorzystaniem narzędzi technologii informacyjno-komunikacyjnych. Ma ono na celu uaktualnienie wiedzy niezbędnej przy wykonywaniu pracy kierowcy.
Szkolenie okresowe jest przeznaczone dla kierowców, którzy:
- uzyskali uprawnienia do kierowania pojazdem kat. ,,D’’ przed 10 września 2008 roku lub kat. ,,C’’ przed 10 września 2009 roku,
- odnawiają swoje uprawnienia zawodowe.

W tym przypadku świadectwo kwalifikacji zawodowej wydawane jest przez kierownika ośrodka szkolenia po ukończonym kursie.

## Legalizacja uprawnień
W celu potwierdzenia uprawnień do wykonywania pracy kierowcy należy przedstawić uzyskane świadectwo w starostwie celem dokonania odpowiedniego wpisu do kolumny numer 12 w prawie jazdy. Wynika to wprost z art. 10 Dyrektywy 2003/59/WE Parlamentu Europejskiego i Rady z dnia 15 lipca 2003 r.